# Keith Pardon
Keith Wyrill Pardon (ur. 16 marca 1912, zm. 15 lutego 2001) – australijski lekkoatleta, specjalista rzutu młotem i rzutu dyskiem, dwukrotny medalista igrzysk Imperium Brytyjskiego.
Zdobył srebrny medal w rzucie młotem (przegrywając jedynie z George’em Sutherlandem z Kanady, a wyprzedzając  Jima Leckie z Nowej Zelandii), a także zajął 5. miejsce w rzucie dyskiem na igrzyskach Imperium Brytyjskiego w 1938 w Sydney. Na kolejnych igrzyskach Imperium Brytyjskiego w 1950 w Auckland ponownie wywalczył srebrny medal w rzucie młotem (za Duncanem Clarkiem ze Szkocji, a przed swym kolegą z reprezentacji Australii Herbem Barkerem), a w rzucie dyskiem zajął 4. miejsce.
Zdobył 18 medali mistrzostw Australii: w rzucie dyskiem złote w 1937/1938, 1946/1947, 1950/1951, 1951/1952 i 1952/1953, srebrny w 1953/1954 oraz brązowe w 1947/1948 i 1954/1955, a w rzucie młotem złote w 1937/1938, 1949/1950, 1950/1951, 1951/1952, 1952/1953 i 1954/1955, srebrne w 1946/1947, 1947/1948 i 1948/1949 oraz brązowy w 1953/1954.
Czterokrotnie poprawiał rekord Australii w rzucie młotem, doprowadzając go do wyniku 49,52 m, uzyskanego 28 stycznia 1952 w Brisbane.